# Kosmaj
Kosmaj (cyr. Космај) – wieś w Bośni i Hercegowinie, w Republice Serbskiej, w mieście Sarajewo Wschodnie, w gminie Pale. W 2013 roku liczyła 11 mieszkańców.